# Murray Hill (Weihnachtsinsel)
Der Murray Hill ist die höchste Erhebung der Weihnachtsinsel im Indischen Ozean. Er befindet sich im Westen der Insel und ragt 361 Meter über den Meeresspiegel empor. Die Insel gehört seit 1958 zu Australien.
Der Gipfel von Murray Hill wurde zum ersten Mal 1887 von Mitgliedern der Besatzung der H.M.S. Egeria erreicht.